# Seymouria baylorensis
Seymouria baylorensis — вид викопних земноводних ряду Seymouriamorpha. Seymouria baylorensis мешкала на початку пермі (близько 280 мільйонів років тому) у Північній Америці. Численні скам'янілі рештки знайдені виключно на території Техасу. Рештки інших двох видів роду Сеймурія виявлені по всій території США та у Європі.

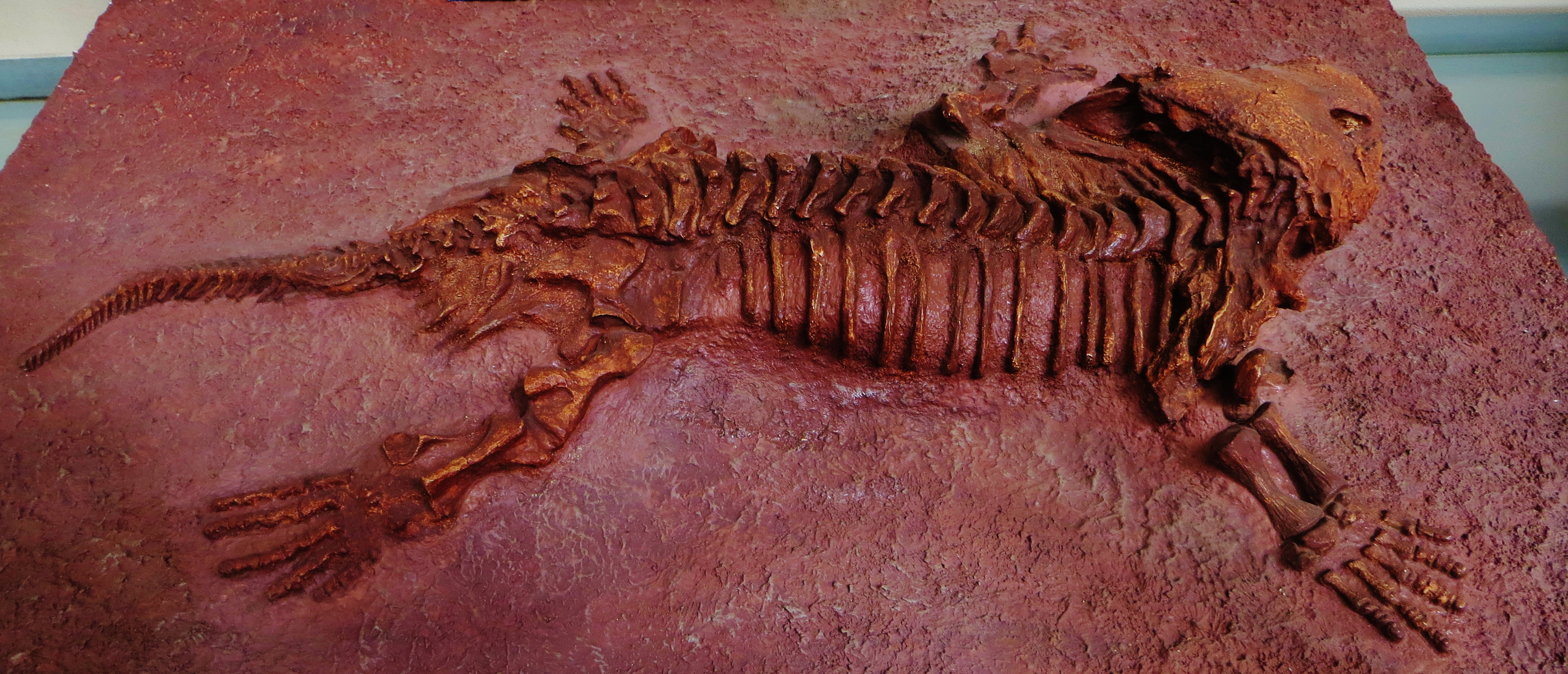
Скам'янілість виду у Музеї природничої історії, Париж

## Опис та спосіб життя
Це була дрібна ящіркоподібна тварина, завдовжки близько 60 см. Була добре пристосована до життя на суші, має багато особливостей особливостей, що притаманні рептиліям — так багато, що раніше вважалася примітивною рептилією. Сухий клімат пермського періоду підходив краще для рептилій, ніж для земноводних і інших більш примітивних чотириногих, але Seymouria мала багато рис рептилій, які допомогли їй у цьому суворому середовищі. Сеймурія мала довгі і м'язисті ноги, і, можливо, були суху шкіру і здатність до заощадження води. Можливо, вона могла виділяти надлишок солі з своєї крові через залозу у носі, як сучасні рептилії. Все це означає, що Seymouria, на відміну від земноводних та інших ранніх тетрапод, можливо, жили протягом тривалого періоду часу далеко від води. Якщо так, то це дозволяло їй мандрувати по землі у пошуках комах, дрібних земноводних та інших можливих жертв на значні відстані. Самець мав товстий череп, який можна було використати проти суперників у шлюбних змаганнях.

### Розмноження та розвиток
Після спарювання самиці мали б повернутися у воду, щоб відкласти яйця. Як і в амфібій, личинки мали розвиватися у воді, полюючи на хробаків і комах, поки вони не стануть достатньо сильні, щоб жити на землі. Хоча личинки самої сеймурії не відомі, проте описані викопні личинки близького роду Discosauriscus та інших видів у порядку Seymouriamorpha, із зовнішніми зябровими структурами, як у деяких сучасних земноводних.